# Jeu de timbre
Le jeu de timbre ou glockenspiel à clavier est un instrument de musique de la famille des percussions.
Il est composé de lames en acier sur lesquelles vient frapper un marteau. Ces marteaux sont le plus souvent actionnés par un clavier.
Son timbre est assez dissemblable du célesta ou du glockenspiel : il est très perçant et d'une attaque puissante. Ainsi les nuances douces lui sont presque impossibles.
Son étendue est la suivante :

Il s'entend très bien dans un tutti d'orchestre chargé.
Il est toutefois possible d'atténuer légèrement le son du jeu de timbre en recouvrant l'instrument, excepté le clavier, d'un linge épais.
On en trouve de nombreux exemples d'utilisation, notamment chez Ravel (Daphnis et Chloé, « scène des pirates », Ma Mère l'Oye, « Laideronette impératrice des pagodes »).
On peut également retrouver le son de cet instrument sur ces œuvres :
- Richard Wagner dans son opéra Die Walküre
- Giacomo Meyerbeer dans son opéra L'Africaine
- Léo Delibes dans son opéra Lakmé
- Jules Massenet dans son oratorio La Vierge
- Giacomo Puccini dans ses opéras Turandot et Madame Butterfly
- Richard Strauss dans Don Juan
- Claude Debussy dans La Mer (où il est indiqué qu'il est possible d'utiliser un célesta)
- Paul Dukas dans L'Apprenti sorcier
- Ottorino Respighi dans Pines of Rome
- Kurt Atterberg dans sa Sixième Symphonie
- Arthur Honegger dans sa Quatrième Symphonie
- Olivier Messiaen dans sa Symphonie Turangalîla dans laquelle se joint aussi un célesta
- Karlheinz Stockhausen dans Gruppen (1955–57), certaines versions de Refrain (1959) et Punkte (1969–93).
- Le groupe médiéval Gryphon sur leurs albums Midnight Mushrumps (1974) et Raindance (1975).